# Slipperpiston
Een slipperpiston is een moderne zuiger van een verbrandingsmotor waarbij van het zuigerhemd (of zuigermantel) bijna niets meer over is.
Dit wordt uiteraard zo gemaakt om gewicht te besparen. Aan de druk- en de leibaanzijde zit nog een gedeelte van het hemd, aan de zijkanten zit onder de zuigerveren niets meer. Slipperpistons maken door hun lage gewicht hogere toerentallen mogelijk en worden daarom in sportieve motorfietsen en raceauto's gebruikt.